# Joves prodigiosos
 Joves prodigiosos  (original: Wonder Boys) és una pel·lícula de Curtis Hanson, estrenada el 2000. És l'adaptació de la novel·la homònima de Michael Chabon. Ha estat doblada al català.

## Argument
Set anys després de l'aparició de la seva primera novel·la, que va conèixer un immens èxit i li suposa encara una certa notorietat, Grady Tripp no ha publicat res més. I és el seu salari de professor de literatura que li permet viure. Abandonat per la seva dona el mateix matí, acull el seu director literari, Terry Crabtree, que ha vingut per promocionar-lo en el festival del llibre de Pittsburgh. Al vespre, tots dos assisteixen al còctel ofert per la directora de la universitat, Sarah Gaskell, amant de Grady i esposa del superior jeràrquic d'aquest, Walter. Mentre que pren l'aire al jardí, Tripp xoca amb un dels seus estudiants, James Leer, noi fràgil, mitòman i autor dotat...

## Repartiment
- Michael Douglas: Grady Tripp
- Tobey Maguire: James Leer
- Frances McDormand: Sara Gaskell
- Robert Downey Jr.: Terry Grabtree
- Katie Holmes: Hannah Green
- Rip Torn: Quentin 'Q' Morewood
- Richard Knox: Vernon Hardapple
- Jane Adams: Oola

## Premis i nominacions

### Premis
- 2001. Oscar a la millor cançó original per Bob Dylan amb "Things Have Changed"
- 2001. Globus d'Or a la millor cançó original per Bob Dylan amb "Things Have Changed"

### Nominacions
- 2001. Oscar al millor guió adaptat per Steve Kloves
- 2001. Oscar al millor muntatge per Dede Allen
- 2001. BAFTA al millor actor per Michael Douglas
- 2001. BAFTA al millor guió adaptat per Steve Kloves
- 2001. Globus d'Or a la millor pel·lícula dramàtica
- 2001. Globus d'Or al millor actor dramàtic per Michael Douglas
- 2001. Globus d'Or al millor guió per Steve Kloves
- 2001. Grammy a la millor cançó escrita pel cinema o la televisió per Bob Dylan amb "Things Have Changed